# 羅栄桓
羅 栄桓（ら えいかん、1902年11月26日 - 1963年12月16日）は、中華人民共和国の軍人・政治家。国共内戦中は東北野戦軍政治委員として東北解放を指導し、建国後は中国人民解放軍総政治部主任として軍隊政治工作に献身した。中国共産党第8期中央政治局委員。最終階級は中華人民共和国元帥。

## 経歴

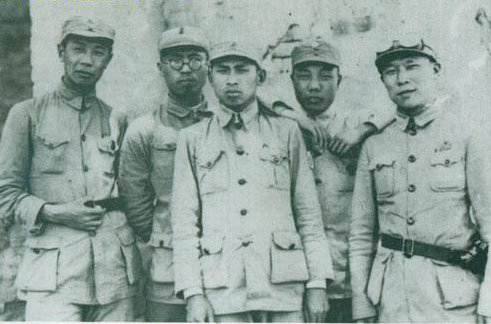
八路軍第115師幹部。左から陳士榘・羅栄桓・李天佑・蕭華（1938年、山西省孝義）

1902年、湖南省衡山県に、私塾教師の子として生まれた。1927年、中国共産主義青年団参加し、次いで中国共産党に入党した。同年9月の秋収蜂起失敗の後、三湾改編で設立された特務中隊党代表に任命された。
1930年8月、紅四軍政治委員に抜擢され、第一・第八軍団政治部主任を務める。長征に参加。
抗日戦争期は八路軍115師団政治主任・政治委員、山東省軍区司令員兼政治委員。
国共内戦期は東北民主連合軍副政治委員、東北解放軍政治委員・第四野戦軍第一政治委員を務める。林彪指揮下で遼瀋戦役と平津戦役に参加。
1949年10月1日、中央人民政府委員会第1回会議において最高人民検察署検察長に任命され、1954年まで務める。
1950年4月、中国人民解放軍総政治部主任に任命され、同年9月に総幹部部を設立して部長を兼任。
1951年より解放軍の政治幹部養成機関の設立を主導し、1954年11月11日に政治学院院長に任命され、1956年3月16日に正式開校させた。1955年10月1日、中華人民共和国元帥の階級を授与。
1954年9月27日、第1期全国人民代表大会第1回会議において全国人民代表大会常務委員会副委員長に選出され、9月29日に国防委員会副主席に任命された。
1956年9月28日、中国共産党第8期1中全会において党中央政治局委員に選出された。同年12月29日、第1期全人代常務委員会第52回会議において総政治部主任と総幹部部長を解任。これは健康上の理由と説明されているが、第8回党大会で羅栄桓による指導が批判されており、彭徳懐路線との対立が示唆されている。総政治部主任解任の後は、政治学院に専念する。
1959年4月27日、第2期全人代第1回会議において常務委員会副委員長に再選出され、翌4月28日に国防委員会副主席に再任された。
1960年、総政治部主任に再任。
1963年、腎癌のため北京で死去、享年62（満61歳没）。